# Edmund von Coudenhove
Edmund Franz Graf von Coudenhove (* 8. April 1777 in Aachen oder 5. April 1780; † 14. Juli 1853 in Wien, Kaisertum Österreich) war ein Adliger aus dem Geschlecht Coudenhove, preußischer und österreichischer Offizier, Ritter und Diplomat des Malteserordens sowie Abgeordneter im Landtag von Nassau.

## Leben
Coudenhove war der Sohn des Feldmarschalls und kurmainzischen Geheimen Rates Georg Ludwig von Coudenhove (* 1734; † 13. Juli 1786 in Aschaffenburg) und dessen Ehefrau Sophie von Coudenhoven. Er war katholisch und blieb unverheiratet.
Coudenhove wurde 1782 in den Malteser-Ritterorden aufgenommen. Am 13. Oktober 1790 wurde er gemeinsam mit der Mutter und den Brüdern in den Reichsgrafenstand erhoben. Von 1795 bis 1805 diente er als Kavallerieoffizier (Sekondeleutnant) im sechsten preußischen Kürassierregiment. 1812 trat er in österreichische Dienste, in den Feldzügen 1813–14 diente er als Oberleutnant in der Kaiserlich-Königlichen Armee. Er wurde k. k. Kämmerer, Bailli der Ballei St. Joseph zu Doschütz und Ordenskapitular des Malteserordens, der damals seinen Sitz in Wien hatte. Um 1848 war Coudenhove zudem außerordentlicher Gesandter und bevollmächtigter Minister des souveränen Malteserordens am österreichischen Hof in Wien.
Aufgrund seiner Besitzungen war er Landstand in Böhmen und Mähren. Mit dem Pairsschub von 1831 wurde die Erste Kammer der Landstände des Herzogtums Nassau erweitert. Im Auslegungsweg wurde der Prinzen von Oranien durch den Herzog zu einem Mitglied erklärt und Edmund von Coudenhove als dessen Stellvertreter benannt. Er war daher vom 28. Oktober 1831 bis 1832 Mitglied der Herrenbank des Landtags des Herzogtums Nassau.
1848 wurde er Major, zwei Jahre später Oberstleutnant im k.k. Infanterie-Regiment Nr. 18 „Constantin Großfürst von Russland“. 1851 wurde er pensioniert.